# Fiducia supplicans
Fiducia suplicans (trad. Suplicando confiança) é um documento católico de 2023 publicado pelo Dicastério para a Doutrina da Fé e aprovado pelo Papa Francisco. Ele estabelece uma série de esclarecimentos e reformas sobre as chamadas “relações irregulares”, ou seja, aquelas que estabeleceram um vínculo monogâmico e afetivo que perdura no tempo e que não contraíram casamento, sem fazer quaisquer alterações nesta instituição. O casamento na Igreja Católica ainda é entendido apenas como a união entre um homem e uma mulher, proibindo todo tipo de casamento que não seja heterossexual e monogâmico, como casamento entre pessoas do mesmo sexo, bem como qualquer tipo de bigamia e poligamia heterossexual ou bissexual.
O documento é uma declaração. A última dessas declarações foi o texto Dominus Iesus no ano 2000. Em 2021, a FDUC emitiu um documento conhecido como “responsum”, respondendo à questão de saber se a igreja tem “o poder de dar a bênção às uniões de pessoas do mesmo sexo”. A sua resposta foi “negativa” — e a fundamentação dessa resposta foi apresentada numa “nota explicativa” anexa.

## Descrição
O documento foi criado a partir de uma série de perguntas, tanto formais quanto informais, à Igreja Católica em relação ao Responsum ad dubium (Resposta a uma dúvida em latim), documento anterior publicado em 2021 pela mesma instituição. A mudança mais importante foi a permissão para padres católicos realizarem bênçãos em casais do mesmo sexo, mas também em casais do sexo oposto que ainda não são casados. Este tipo de bênção informal e espontânea não é um sacramento nem um rito da Igreja Católica, pelo que não é realizada nenhuma cerimónia especial para a mesma. A Igreja Católica continua a defender que as relações sexuais são lícitas apenas dentro do casamento, por isso os casais heterossexuais são instados a casar e a não considerar esta bênção como uma alternativa ao casamento. Numa oração improvisada por um clérigo com suas próprias palavras, ele pede ao casal a paz, a saúde, o espírito de paciência, o diálogo e a ajuda mútua, mas também a luz e a força de Deus para poder cumprir plenamente a vontade dele. Todas as relações sexuais extraconjugais são consideradas pecado pela Igreja e continuam a sê-lo, por isso se pede o afeto que possa existir entre as duas pessoas do mesmo sexo envolvidas. Em outras palavras, a atração sexual entre duas pessoas do mesmo sexo não é condenada de acordo com a moralidade sexual da Igreja, mas o ato sexual sim.